# Anglikanska kyrkan i Australien
Anglikanska kyrkan i Australien (Anglican Church of Australia) är det näst största trossamfundet i Australien. Den blev en självständig medlemskyrka i Anglikanska kyrkogemenskapen 1962.
Fram till 1981 hette man officiellt Church of England in Australia and Tasmania. 
Detta trossamfund, och i synnerhet ärkestiftet Sidney, är betydligt mer evangelikalt än vad andra anglikanska kyrkor är.